# Johann Friedrich Bachoff von Echt (Politiker)
Johann Friedrich Bachoff von Echt (* 17. Februar 1643 in Gotha; † 27. Oktober 1726 ebenda) war ein deutscher Jurist, Hofbeamter und Staatsmann.

## Leben

### Familie
Johann Friedrich Bachoff von Echt wurde als Sohn von Friedrich Bachoffen von Echt (* um 1610 in Gräfentonna; † 13. März 1656 ebenda), Amtmann, und dessen Ehefrau Anna Sabina (* 18. Juli 1619 in Gotha; † 9. Oktober 1689 ebenda), eine Tochter des Dr. med. Johann Volck (1574–1631), Stadtphysicus und Ratskämmerer in Gotha, geboren. Seine Geschwister waren:
- Anna Blandina (* 26. Juni 1636; † unbekannt), verheiratet mit Andreas Reyher (1601–1673), Rektor des Gymnasiums Gotha;
- Johannes Christoph (* 3. Dezember 1638 in Gotha; † 30. Dezember 1705 in Ichtershausen), sächsisch-gothaischer Hof- und Justizrat;
- Maria Sabina (* 17. Dezember 1640; † 10. Oktober 1729);
- Anna Lisa (* 23. August 1645; † unbekannt);
- Georg Heinrich (* 22. Juli 1652 in Gräfentonna; † 6. November 1744); Bürgermeister von Gotha und herzoglicher sächsischer Rat;
- Michael Christoph (* 1654; † 11. Juni 1693 in Gräfentonna); Konsistorialassessor
- Anna Christina (* unbekannt; † 23. Oktober 1674), verheiratet mit Ernst Sigmund Bechmann.

Johann Friedrich Bachoff von Echt heiratete am 23. März 1678 in Coburg Magdalena Sibylle Johanna (* 18. Februar 1660 in Regensburg; † 7. September 1716 in Gotha), Tochter von Johann Thomasius, fürstlich-sächsischer Geheimrat und Kanzler. Gemeinsam hatten sie neun Kinder:
- Johann Friedrich (* 9. April 1679 in Gotha; † 3. Januar 1736 in Gotha), sächsisch-gothaischer Geheimer Rat, Oberkonsistorialpräsident, Amtshauptmann zu Tenneberg und Kaiserlicher Reichshofrat;
- Magdalena Sibylle (* 16. Januar 1682; † 11. Juni 1743), verheiratet in 1. Ehe mit Johann Georg von Thünau (* um 1679; † 26. Juni 1705 in Halle), Oberstleutnant in einem Dragoner-Regiment und in 2. Ehe mit Wolf Christian von Ziegeler (* 4. August 1656; † 1737), kurfürstlich-mainzischer Oberstleutnant;
- Christiane Dorothea (* 14. Februar 1684; † 29. März 1715), verheiratet mit August von Leitzsch (* 7. August 1666 in Heldrungen; † 21. September 1712 in Gotha) fürstlich sächsischer Kriegsrat und Oberst in einem Dragoner-Regiment,  Herr auf Marck-Wippach und Dielsdorf;
- Sophie Elisabeth (* 23. Mai 1686; † 30. Oktober 1719 in Gotha), verheiratet mit Heinrich von Westerhagen, Erbherr auf Teistungen, Berlingerode und Dietendorf; Kommandeur der Leibgarde zu Pferd sowie Obrist eines Dragoner-Regiments in Sachsen-Gotha; Generalleutnant;
- Johanna Eleonora (* 7. März 1688; † 17. Juli 1733 in Gotha), verheiratet mit August Johann Friedrich von Thumshirn (* 20. Januar 1674 in Kaufungen; † 23. Dezember 1719), fürstlich sächsischer Geheimer Kammer- und Kriegsrat;
- Friederike Louise (* 4. April 1690; † 22. August 1753), verheiratet mit Hans Ludwig von Nauendorff (* 20. November 1668 in Nauendorf; † 19. Juli 1720 in Altenburg), Herr auf Nauendorf Caasen und Grossenstein, Steuereinnehmer und Kammerherr;
- Friedrich Gottlieb (* 16. Juni 1691; † 19. August 1692);
- Christian Adolf (* 13. März 1695 in Gotha; † 13. März 1695 ebenda);
- Johann Wilhelm (* 16. Juni 1695 in Gotha; † 12. April 1758 ebenda), Kammerjunker und Regierungsassessor.

Bei seinem Tod lebten noch 54 seiner Nachkommen.

### Werdegang
Johann Friedrich Bachoff von Echt wurde anfangs durch Hauslehrer unterrichtet und besuchte ab dem 10. Lebensjahr seit 1653 das Gymnasium Gotha beim Rektor Andreas Reyher und beim Konrektor Georg Heß (auch Georg Hesse) (1613–1694).
Er begann Ende 1660 ein Studium der Rechtswissenschaften und der Philosophie an der Universität Leipzig und hörte in Jura Vorlesungen bei Amadeus Eckolt, Bartholomäus Leonhard von Schwendendörffer, Schrötern, Romanum, Christoph Hartmann Schacher (1633–1690) und Johann Ernst Norici († 1714) sowie in der Philosophie bei Johann Siegmund Schwencken, Christian Friedrich Franckenstein, Jakob Thomasius und Joachim Feller.
1665 wurde er der Lehrer des Erbprinzen Friedrich I. von Sachsen-Gotha-Altenburg und 1666 erfolgte seine Ernennung zum Regierungssekretär in Gotha.
Er begleitete Friedrich I. 1667 auf dessen Reise nach Frankreich und Italien. Sie bereisten Frankreich als das Land im Krieg gegen Spanien stand (Devolutionskrieg). Bei Charleroi erhielten sie von Marschall Henri de La Tour d’Auvergne, vicomte de Turenne, der dort mit seiner Armee lagerte, eine Eskorte zum Schutz der Weiterreise. Unterwegs wurden sie dann von spanischen Soldaten angegriffen und gerieten hierbei in Lebensgefahr. Ihr Kutscher war von der Kutsche herunter geschossen und der fürstliche Kammerdiener erstochen worden und er selbst mit dem begleitenden Arzt Jacob Waitz gefangen genommen worden, während Friedrich I. fliehen konnte. Sie wurden nach Mons gebracht und nach einigen Wochen der Gefangenschaft wieder freigelassen, so dass sie Friedrich I., der sich inzwischen in Paris aufhielt, dorthin nachreisen konnten.
1668 kehrten sie im Juni nach Gotha zurück. Von 1672 an war Johann Friedrich Bachoff von Echt als Hofrat Mitglied der Regierung und 1673 wurde er zum Wirklichen Hofrat, 1680 zum Geheimrat in Sachsen-Gotha und 1689 als Nachfolger von Ernst Ludwig Avemann (1609–1689) zum Kanzler und Regierungsdirektor ernannt. 1691 wurde er Mitvormund der Söhne Herzog Friedrichs I. Im gleichen Jahr wurde er Reichshofrat und Freiherr von Echt, Ritter de la Générosité und Geheimrat Friedrich Augusts II. von Sachsen. Seit 1694 war er Direktor des Geheimen Rats von Sachsen-Gotha-Altenburg. 1698 erfolgte seine Ernennung zum Geheimen Ratsdirektor.
1683 erfolgte die Reichsadelsbestätigung.
Er erwarb 1692 das Rittergut mit dem Wasserschloss Dobitschen sowie 1700 die Rittergüter Remstädt und 1717 Hartmannsdorf mit dem Wasserschloss Hartmannsdorf; die Besitzungen waren 1714 zu einem Familienfideikommiss vereinigt worden. Durch den Kauf des Rittergutes erhielt er die „Hochgerichtsbarkeit über Dorf, Feld und Flur von Dobitschen“ sowie die Obergerichte über Pontewitz, Oberkossa und den Altenburger Anteil von Bethenhausen mit Hirschfeld. Zur Parochie Dobitschen kamen Dörfer hinzu, wie Pontewitz, Rolika, Meucha, Prehna und die heutige Wüstung Nasselwitz.
Bei seinem Tod wurde er durch den Konsistorialrat Ernst Salomon Cyprian begleitet, kurz zuvor war er noch durch den Generalsuperintendenten Georg Nitsch besucht worden. Die Beisetzung erfolgte im Erbbegräbnis der Familie auf dem Gothaer Friedhof Alter Gottesacker; es war die älteste Gruft des Friedhofs und die Familie nutzte sie seit 1595 zur Grablege.
Sein Nachfolger als Kanzler wurde Siegmund Ehrenfried von Oppel.
Er machte eine Stiftung im Betrag von umgerechnet 2540 Mark durch Hinterlassenschaft an die Hospitalkasse des Maria-Magdalena-Hospital in Gotha, und er war somit einer der ersten der Aristokratie, die zur Weckung des Wohltätigkeits- und Gemeinsinnes ein gutes Beispiel gaben.